# Abell 2029
Abell 2029 nebo A2029 je velká kupa galaxií vzdálená jednu miliardu světelných let (přesněji 1,027 miliardy) v souhvězdí Panny blízko hranice se souhvězdím Hada. .
Kupa galaxií Abell 2029 má průměr mezi 5,8 a 8 miliony světelných let. Je klasifikována jako Bautz–Morgan typu I kvůli své dominanci centrální galaxie, IC 1101. Tento typ klasifikace indikuje, že centrální galaxie je výrazně jasnější než ostatní členové kupy. Pro srovnání, průměr Mléčné dráhy je 100 000 světelných let. .
Navzdory svému uvolněnému stavu je Abell 2029 centrálním členem velké superkupy, která vykazuje jasné známky interakce.